# Maxime Brulein
Maxime Olivier Brulein (Menen, 24 januari 1971) is een Vlaams filmregisseur en scenarist.

## Biografie
Geboren in Menen, Brulein maakte zijn eerste kortfilm toen hij 12 was, met het gebruik van een 8mm-camera die hij van zijn familie had gekregen.
Na korte filmstudies in Brussel en het bekomen van een diploma in Toerisme, Recreatie en Marketing in Kortrijk, reisde hij rond de wereld. Hij leefde en werkte in plaatsen zoals Miami Beach, Duitsland, Italië, Tunesië en ten slotte Los Angeles, waar hij filmregie studeerde aan de beroemde UCLA Film School

## Filmcarrière
Brulein is de Belgische-Amerikaanse scenarist en regisseur van verschillende kortfilms, waaronder One Note Too High, And Vice Versa en Gone, het verhaal van een moeder met de ziekte van Alzheimer, waarin de Amerikaanse actrice Barbara Tarbuck de hoofdrol vertolkt. In 2014 schreef en regisseerde hij The Painting, een kortfilm met onder andere Belgische actrice Ellen Schoeters. De kortfilm had zijn Europese première in 2014 op het Filmfestival van Oostende en was een groot succes op filmfestivals in Frankrijk, Italië, de Verenigde Staten en Canada, waar het de Golden International Award won op het Wasaga Beach Short Film Festival. Brulein is ook het brein achter de twee populaire webseries The Spy Who Came From Heaven en The Next Top Super Spy en werkt sinds 2013 aan zijn eerste langspeelfilm, Postcard from the Palace, een mockumentary of 'valse documentaire' over een koninklijke familie. Verschillende scènes voor de film werden in september 2014 in zijn geboortestad Menen opgenomen.
Hij werd verschillende keren uitgenodigd om de technieken van de vertelkunst in films aan te leren aan jonge acteurs tussen 5 en 17, in Los Angeles.

## Filmografie
- And Guest (2018)
- The Painting (2014)
- Trouble on a Plane (2009)
- Straight (2008)
- The Last Straw (2008)
- Dust (2007)
- Why Fries Are Bad For You (2007)
- And Vice Versa (2007)
- Gone (2007)
- One Note Too High (2003)